# Dendrophthora pavonii
Dendrophthora pavonii är en sandelträdsväxtart som beskrevs av Van Tiegh.. Dendrophthora pavonii ingår i släktet Dendrophthora och familjen sandelträdsväxter. Inga underarter finns listade i Catalogue of Life.